# Гаджар
Гаджар (иногда «Раджар» или «Аджар»; ивр. ע'ג'ר‎, араб. غجر‎) — алавитская деревня на Ближнем Востоке. Северная часть находится на территории Ливана, южная часть находится на спорной между Израилем и Сирией территории и входит в состав Северного округа Израиля как местный совет.
Расположен на речке Хасбани, на границе между Ливаном и Голанскими высотами. Единственный населенный пункт в Израиле, большинство населения которого — алавиты.

## Население
По данным Центрального статистического бюро Израиля, население на начало 2020 года составляло 2 659 человек.
Ежегодный прирост населения — 4,5 %.